# Unión Nacional
Unión Nacional är en ort i Mexiko.   Den ligger i kommunen Putla Villa de Guerrero och delstaten Oaxaca, i den sydöstra delen av landet, 300 km söder om huvudstaden Mexico City. Unión Nacional ligger 729 meter över havet och antalet invånare är 200.
Terrängen runt Unión Nacional är huvudsakligen kuperad, men åt nordväst är den platt. Runt Unión Nacional är det ganska glesbefolkat, med 32 invånare per kvadratkilometer. Närmaste större samhälle är Putla Villa de Guerrero, 6,0 km nordväst om Unión Nacional. I omgivningarna runt Unión Nacional växer huvudsakligen savannskog.